# Evje
Evje è un villaggio della Norvegia, situato nella municipalità di Evje og Hornnes, nella contea di Agder.